# Jüdischer Friedhof (Černovice u Tábora)
Koordinaten: 49° 22′ 50″ N, 14° 57′ 33,8″ O

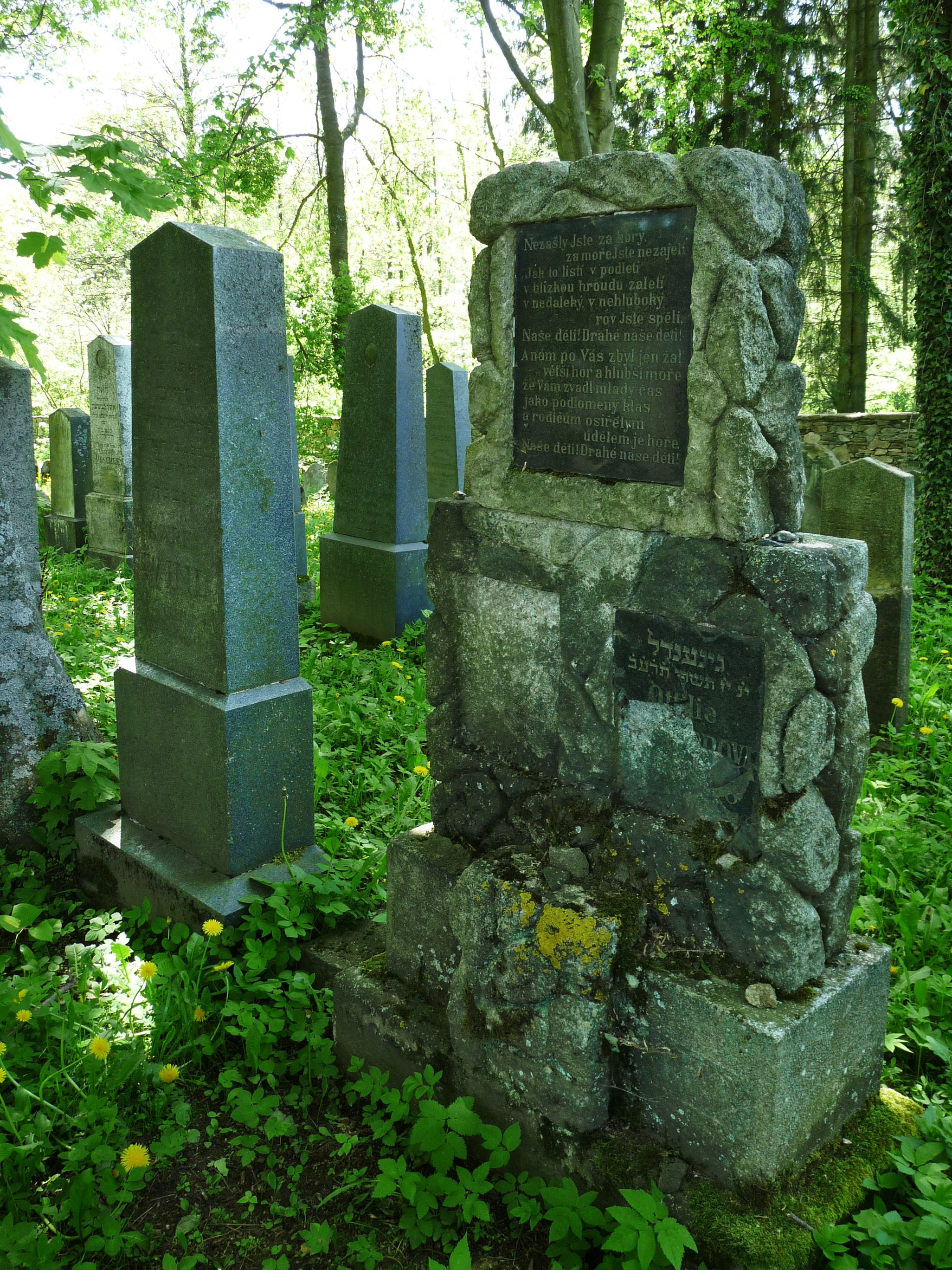
Jüdischer Friedhof in Černovice u Tábora

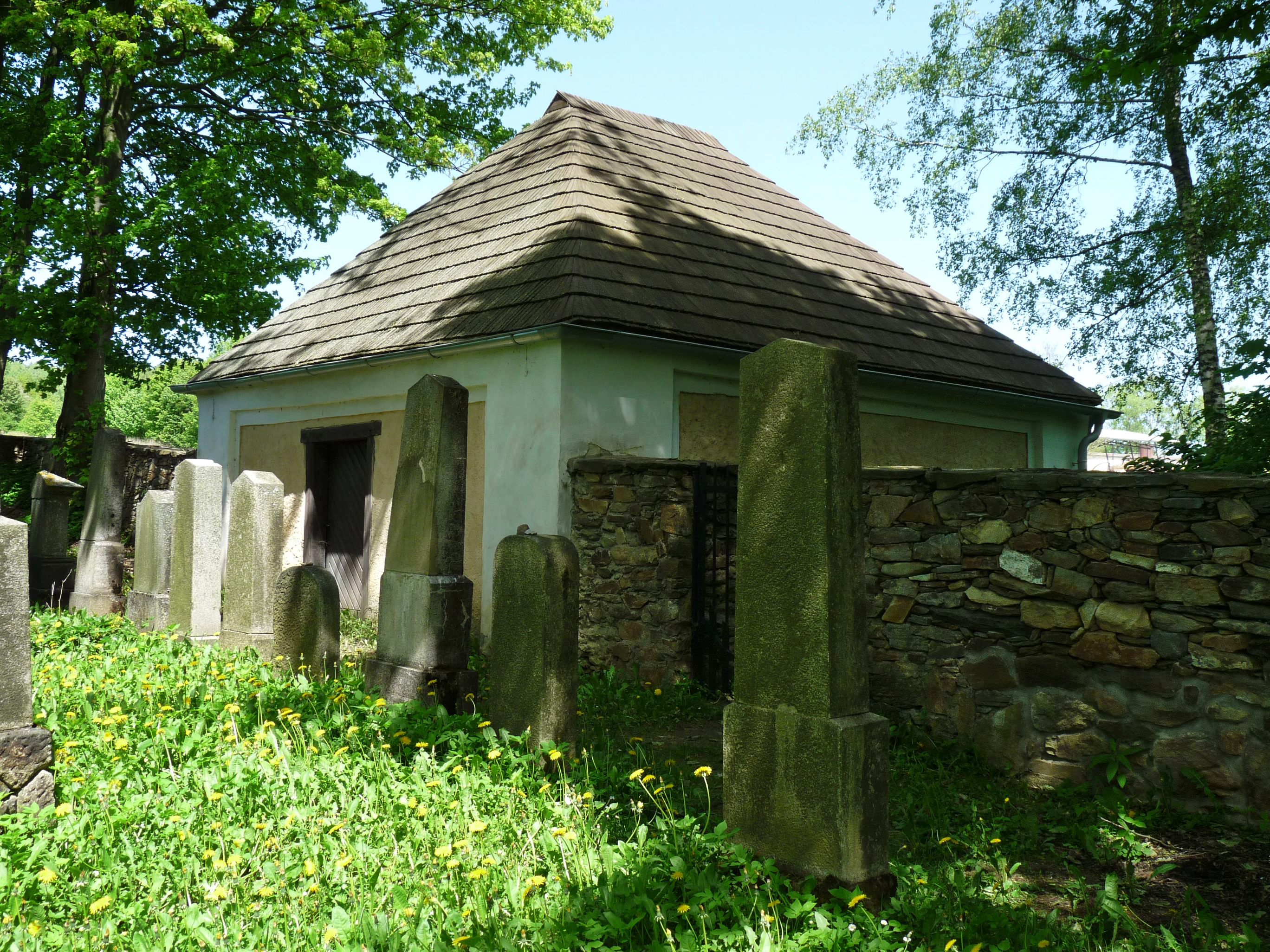
Taharahaus

Der Jüdische Friedhof in Černovice u Tábora (deutsch Cernowitz), einer Stadt im Okres Pelhřimov in Tschechien, wurde im 17. Jahrhundert angelegt. Der jüdische Friedhof ist seit 1988 ein geschütztes Kulturdenkmal.
Die ältesten der circa 300 vorhandenen Grabsteine (Mazevot) stammen aus dem 17. Jahrhundert.